# Arhopala buddha
Arhopala buddha är en fjärilsart som beskrevs av Bethune-Baker 1903. Arhopala buddha ingår i släktet Arhopala och familjen juvelvingar. Inga underarter finns listade i Catalogue of Life.

## Bildgalleri

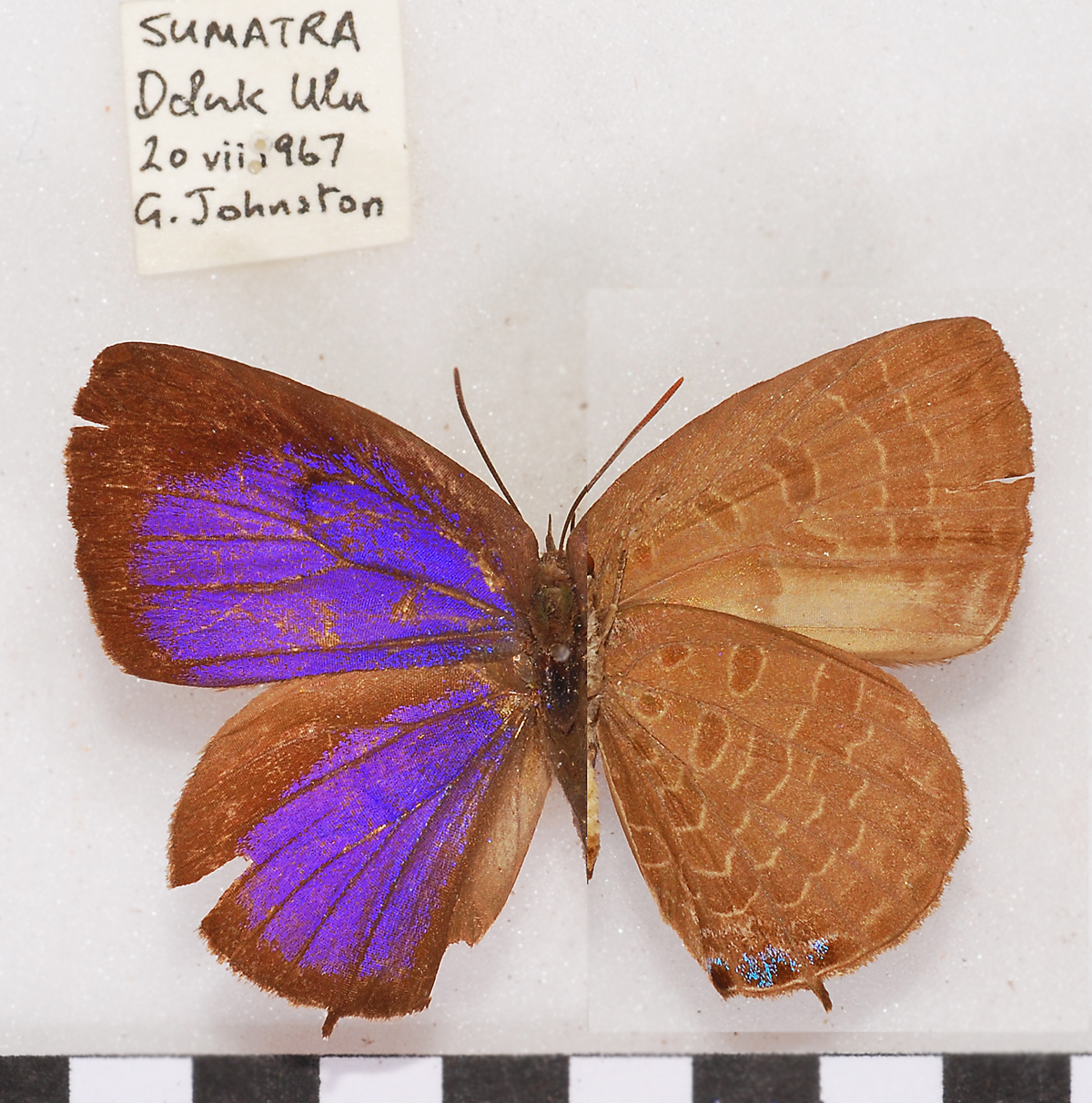
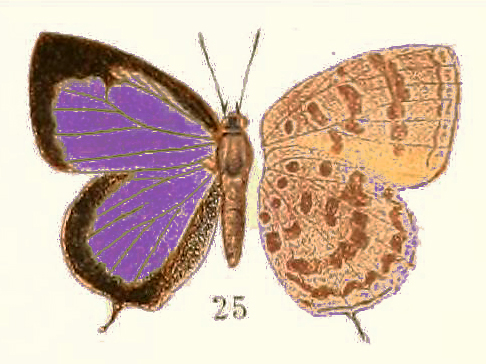